# RUANN
RUANN(루안, 2003년 7월 21일 ~ )는 2019년 한국에 데뷔한 일본의 싱어송라이터이다.

## 전기
RUANN은 2003년 일본 오사카부에서 태어났다. 기타 나 피아노 등의 악기 외에도 영어, 한국어, 중국어 등의 어학을 거의 독학으로 배웠다. 엔터테인먼트 세계에 대한 그녀의 첫 걸음은 TV쇼"Kanjani no Shiwake 8"(2013년)출연이다. 거기서 그녀는 Lady Gaga의 "Telephone"를 불렀다. 2015년 그녀는 일본 밴드 유즈의 Kitagawa Yujin이 작곡한 슈퍼 가부키 Ⅱ: ONE PIECE의 주제가 "TETOTE"를 노래하게 되었다. 2016년 초등학교 졸업 직후 뉴욕에 가서, 길거리나 지하철 홈에서 버스킹, 또 라이브 하우스에서 자신의 첫 솔로 라이브를 개최. 그녀는 다양한 아티스트의 커버를 SNS에 올리고 있다. 2017년 동영상을 본 ONE OK ROCK의 Taka한테서 공연 섭외를 받아 그들의 콘서트 투어 Ambitions 2017에 출연해 어쿠스틱 기타를 치며 노래를 불렀다. 2017년 여름, 그녀는 오리지널 악곡을 수록한 첫번째 EP Spice 13 Acoustic EP를 발표했다.
RUANN으로서의 첫번째 릴리스는 2018년 1월 Cygames의 CF 곡으로 사용된 디지털 싱글인 "GET THE GLORY". 싱글 "I AM STANDING"을 애니메이션 3월의 라이온의 엔딩 OST로 악곡 제공. 2018년 9월 10일 싱글 "LOVE& HOPE"로 TOY'S FACTORY에서 메이저 데뷔. 그녀의 싱글 "There's No Ending"을 영화 ANEMONE/교향시편 유레카 세븐 하이 에볼루션 (2018)의 OST로 악곡 제공. 현재까지 가장 성공적인 릴리스였고 빌보드 차트에 오른 첫번째 릴리스이다. "READY TO GO"를 다시 Cygames의 CF곡으로, 싱글 "LOVE & HOPE"를 방송드라마의 OST로 악곡 제공하였다.
2019년 3월 RUANN의 공식 웹사이트에서 건강이 좋지 않아 활동이 중단되었다고 발표. 6 월, RUANN은 TOY'S FACTORY와의 계약이 종료되었다고 트위터로 알렸다. 그리고 7 월에 그녀는 한국과 일본에서 동시에 발매된 싱글 "BEEP BEEP"로 한국 데뷔. "BEEP BEEP"는, 곡의 프로듀서로 블랙아이드필승(Black Eyed Pilseung), MV의 크리에이티브 디렉터와 안무에 LIA KIM, 영상 감독으로 DIGIPEDI와 제작되었다.

## 음악적 영향
마이클 잭슨, 레이디 가가, 테일러 스위프트에, 최근에는 방탄소년단, 트와이스, 블랙핑크, 레드벨벳 등에 영향을 받았다. 기타를 써서 음악을 작곡한다.

## 음반

### EP
|     | 제목                                        | 출시            | 수록곡 | 레이블         | 포맷            |
| --- | ------------------------------------------- | --------------- | --- | -------------- | --------------- |
| 1st | spice 13 acoustic EP (Ruan Ohyama의 명의로) | 2017년 6월 14일 | - "The beautiful girl is about u" - "I'm just walking without you" - "I DON'T UNDERSTAND" - "Perfect life"                                        | SHIMOKI RUANTA | 디지털 다운로드 |
| 2nd | SCRAMBLE 14                                 | 2018년 3월 6일  | - "GET THE GLORY" - "I AM STANDING" - "The beautiful girl is about u -TeddyLoid ver.-" - "Jenny" - "2月14日午後3時45分" (2월 14일 오후 3시 45 분) | SHIMOKI RUANTA | CD              |

### 싱글
| 1st                                 | "TETOTE" (RUAN의 명의로)                | 2015년 10월 7일  | SENHA&Co.                     | CD, 디지털 다운로드 | -  | 비 앨범 싱글 |
| 2nd                                 | "GET THE GLORY"                         | 2018년 1월 10일  | SHIMOKI RUANTA                | 디지털 다운로드     | -  | SCRAMBLE 14  |
| 3rd                                 | "I AM STANDING"                         | 2018년 1월 17일  | SHIMOKI RUANTA                | 디지털 다운로드     | -  | SCRAMBLE 14  |
| 4th                                 | "LOVE & HOPE"                           | 2018년 9월 10일  | TOY'S FACTORY                 | 디지털 다운로드     | -  | 비 앨범 싱글 |
| 5th                                 | "There's No Ending"                     | 2018년 11월 9일  | TOY'S FACTORY                 | 디지털 다운로드     | 37 | 비 앨범 싱글 |
| 6th                                 | "READY TO GO"                           | 2018년 12월 12일 | TOY'S FACTORY                 | 디지털 다운로드     | -  | 비 앨범 싱글 |
| 7th                                 | "BEEP BEEP"                             | 2019년 7월 31일  | 대한민국 Bside, Kakao M Corp. | 디지털 다운로드     | -  | 비 앨범 싱글 |
| 7th                                 | "BEEP BEEP Japanese ver. (Prod. B.E.P)" | 2019년 7월 31일  | 일본 Sony Music Labels Inc.   | 디지털 다운로드     | -  | 비 앨범 싱글 |
| "—"는 차트에없는 항목을 나타냅니다. |                                         |                  |                               |                     |    |              |

### 프로모션 싱글
| 타이틀                           | 출시            | 레이블         | 포맷            |
| -------------------------------- | --------------- | -------------- | --------------- |
| "Problem" (Ruan Ohyama의 명의로) | 2017년 8월 28일 | SHIMOKI RUANTA | 디지털 다운로드 |